# Gens qui passent
Ne pas confondre avec Des gens qui passent, téléfilm français réalisé par Alain Nahum diffusé en 2009.
Pour plus de détails, voir Fiche technique et Distribution.
Gens qui passent (titre original : Menschen, die vorüberziehen) est un film suisse réalisé par Max Haufler sorti en 1942.
Il s'agit d'une adaptation de la pièce Katharina Knie de Carl Zuckmayer.

## Synopsis
Un petit cirque rend dans un village. Les habitants regardent avec méfiance les artistes itinérants. Marina, la fille du directeur du cirque, est accusée de vol par une paysanne. Son fils Hans prend sa défense et tombe amoureux. Marina veut s'installer et vient vivre auprès de Hans. Elle négocie avec son père pour rester un an ; mais il ne veut pas d'elle. Mais il fait une crise cardiaque et, dans un dernier souffle, lègue le cirque à Marina. Marina accepte son sort et donne le signal du départ.

## Fiche technique
- Titre : Gens qui passent
- Titre original : Menschen, die vorüberziehen
- Réalisation : Max Haufler
- Scénario : Max Haufler, Albert J. Welti, Horst Budjuhn
- Musique : Hans Haug
- Direction artistique : Fritz Butz
- Costume : Ruth Zürcher
- Photographie : Harry Ringger, Otto Ritter
- Montage : George C. Stilly
- Production : Günther Stapenhorst
- Sociétés de production : Gloriafilm (de)
- Société de distribution : Gloriafilm
- Pays d'origine :  Suisse
- Langue : suisse allemand
- Format : Noir et blanc - 1,33:1 - Mono - 35 mm
- Genre : Drame
- Durée : 97 minutes
- Dates de sortie :
  -  Suisse : 5 février 1942.
  -  Suède : 27 avril 1943.
  -  Autriche : 16 janvier 1948.

## Distribution
- Adolf Manz : Ludwig Horn, le directeur du cirque
- Marion Cherbuliez : Marina, la fille de Horn
- Willy Frey : Hans Bucher
- Therese Giehse : Boschka
- Max Werner Lenz : Piccolo, le clown
- Lukas Ammann (de) : Blacky
- Rudolf Bernhard : Ouin-Ouin
- Sigfrit Steiner (de) : Le gendarme
- Otto Lehmann : Julot
- Flavio Zanolani : Giuseppe
- Emil Hegetschweiler : Schlumpf
- Albert Pullmann : Knöppchen
- Ellen Widmann : La mère Bucher
- Leni Tschudi : Rosa

## Source de la traduction
- (de) Cet article est partiellement ou en totalité issu de l’article de Wikipédia en allemand intitulé « Menschen, die vorüberziehen » (voir la liste des auteurs).